# Misión de San Juan Capistrano (Texas)
La Misión San Juan Capistrano o Misión San José de los Nazonis es una misión novohispana del siglo XVIII situada en San Antonio, Texas, EE. UU.
Forma parte del Parque Histórico Nacional de las Misiones de San Antonio, Parque Histórico Nacional de los EE. UU. y Patrimonio de la Humanidad de la UNESCO.

## Historia
Fundada en 1716 por padres franciscanos en la orilla oriental del río Neches (condado de Nacogdoches). Fue evacuada en 1719 tras el ataque francés a la misión San Miguel de Linares. En 1722 fue refundada por la expedición de Aguayo. En 1730 se trasladó provisionalmente a Barton Springs en el actual Austin. Su ubicación definitiva en el río San Antonio data de 1731. Fue administrada, como en el caso de la mayoría de las misiones del Texas español, por el Colegio de Santa Cruz de Querétaro hasta marzo de 1773, cuando pasó a la autoridad del Colegio de Nuestra Señora de Guadalupe de Zacatecas. La capilla primitiva fue edificada en adobe, a la que se se fueron añadiendo estancias auxiliares, incluyendo el campanario de 1756. A mediados del siglo XVIII contaba con más de doscientos neófitos coahuiltecas. La misión de San Juan Capistrano contaba en 1762 con 1.000 cabezas de ganado vacuno, 3.500 ovejas y cabras y 100 caballos, siendo sin embargo menor en extensión que las misiones de su entorno. Contaba además con un sistema de presas y acequias para el riego. A finales de siglo el número de indígenas residentes en la misión se había reducido significativamente. 
La misión fue secularizada el 14 de julio de 1794, después de lo cual fue atendida por el sacerdote residente en la Misión San Francisco de la Espada, hasta aproximadamente 1813 y, después, por el único misionero de la cercana Misión San José y San Miguel de Aguayo hasta 1824.
Tras el tratado de Adams-Onís (1821), en época de la Texas mejicana, la misión quedó despoblaba.
En 1840, en época de la República de Texas, la población resurgió por la puesta en uso de la iglesia por la diócesis, los claretianos y los redentoristas, y el asentamiento de nuevos vecinos por la construcción del ferrocarril en 1855. 
En 1967 la orden franciscana regresó a la misión de San Juan de Capistrano. La iglesia fue objeto de un sonado robo en el 2000, cuando fueron sustraídas tres valiosas imágenes en madera tallada de época española de su altar 

## Descripción
La iglesia, las dependencias de los sacerdotes y otras estructuras fueron reconstruidas durante la década de 1960. En 2012 se llevaron a cabo obras de consolidación de los cimientos de algunas de las edificaciones, eliminando los contrafuertes construidos en el siglo XX. En 2015 se declaró Patrimonio de la Humanidad por la UNESCO el Parque Histórico Nacional de las Misiones de San Antonio al que pertenece San Juan de Capistrano. La mayor parte de la plaza original permanece dentro de los muros del patio, lo que representa una representación auténtica de la planta y la distribución. 
Los terrenos de la Misión San Juan Capistrano han sido mantenidos por el Servicio de Parques Nacionales como parte del Parque Histórico Nacional de las Misiones de San Antonio desde la década de 1980, y la arquidiócesis de San Antonio mantiene el edificio de la iglesia, el estacionamiento parroquial y la rectoría (habitaciones de los sacerdotes). y el salón parroquial (Slattery Hall).

## Galería

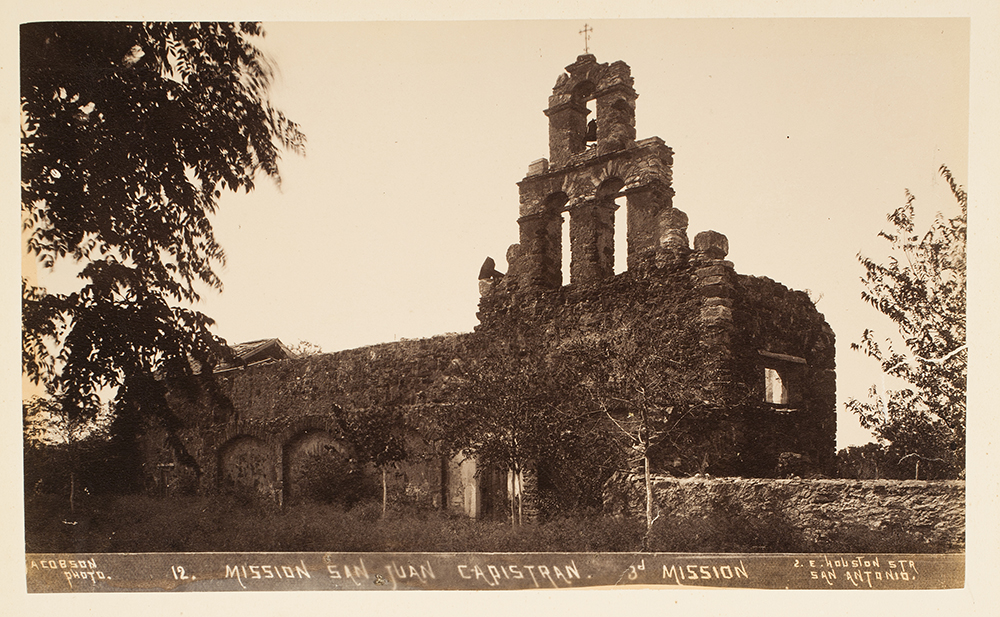
Vista completa de la iglesia en 1892.
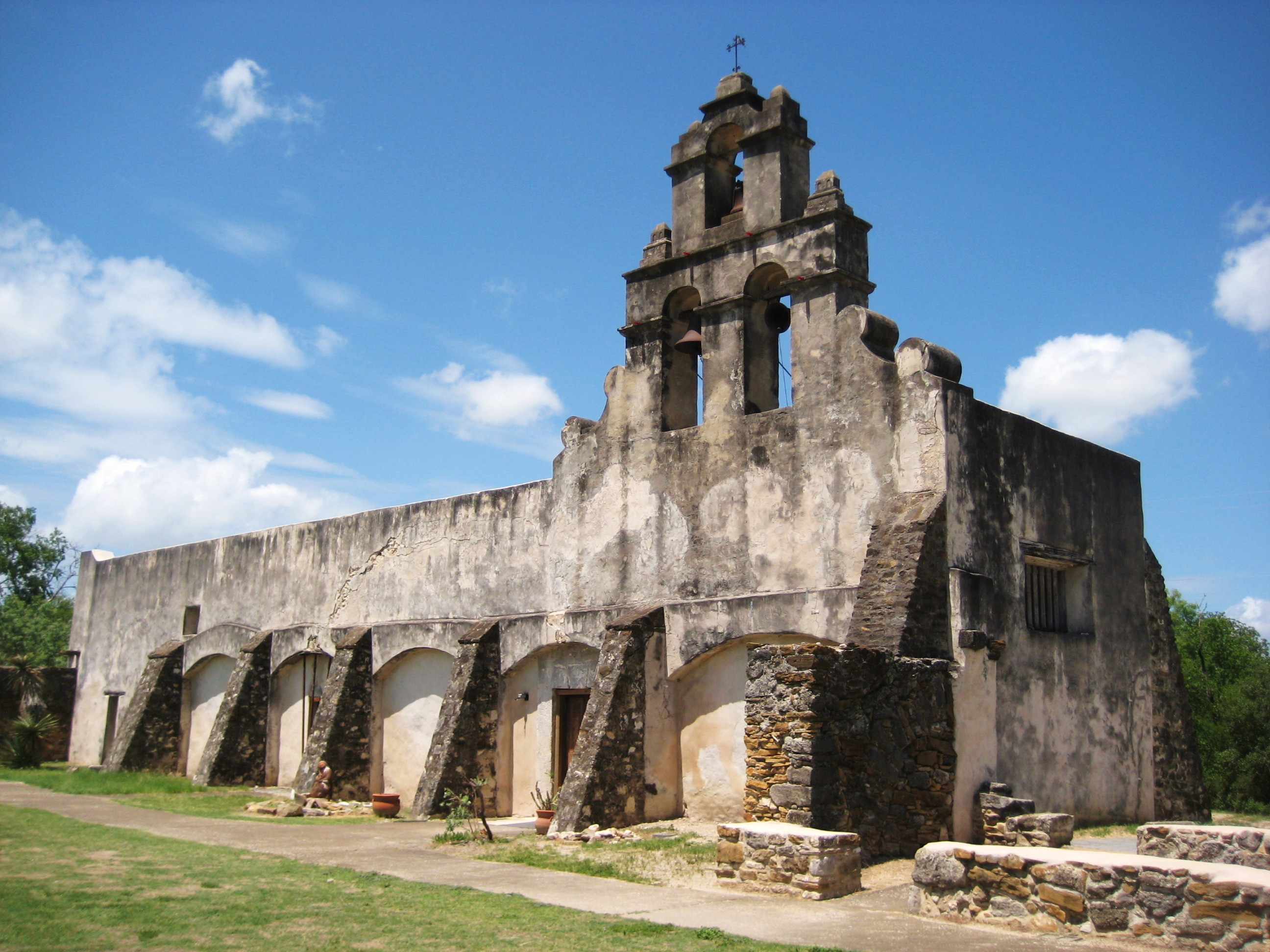
Vista completa de la iglesia antes de las renovaciones de 2012.
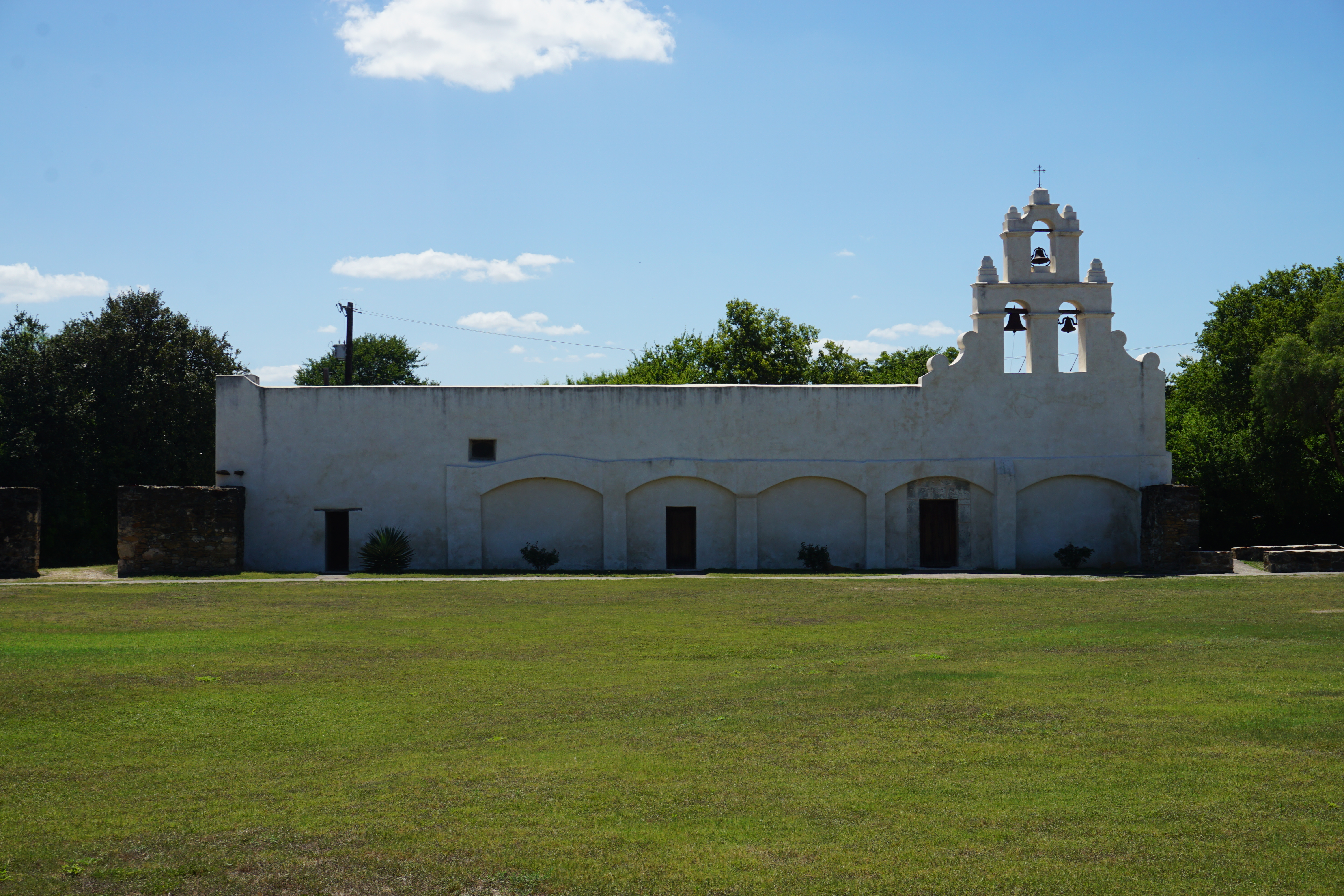
Vista completa de la iglesia después de las renovaciones de 2012.
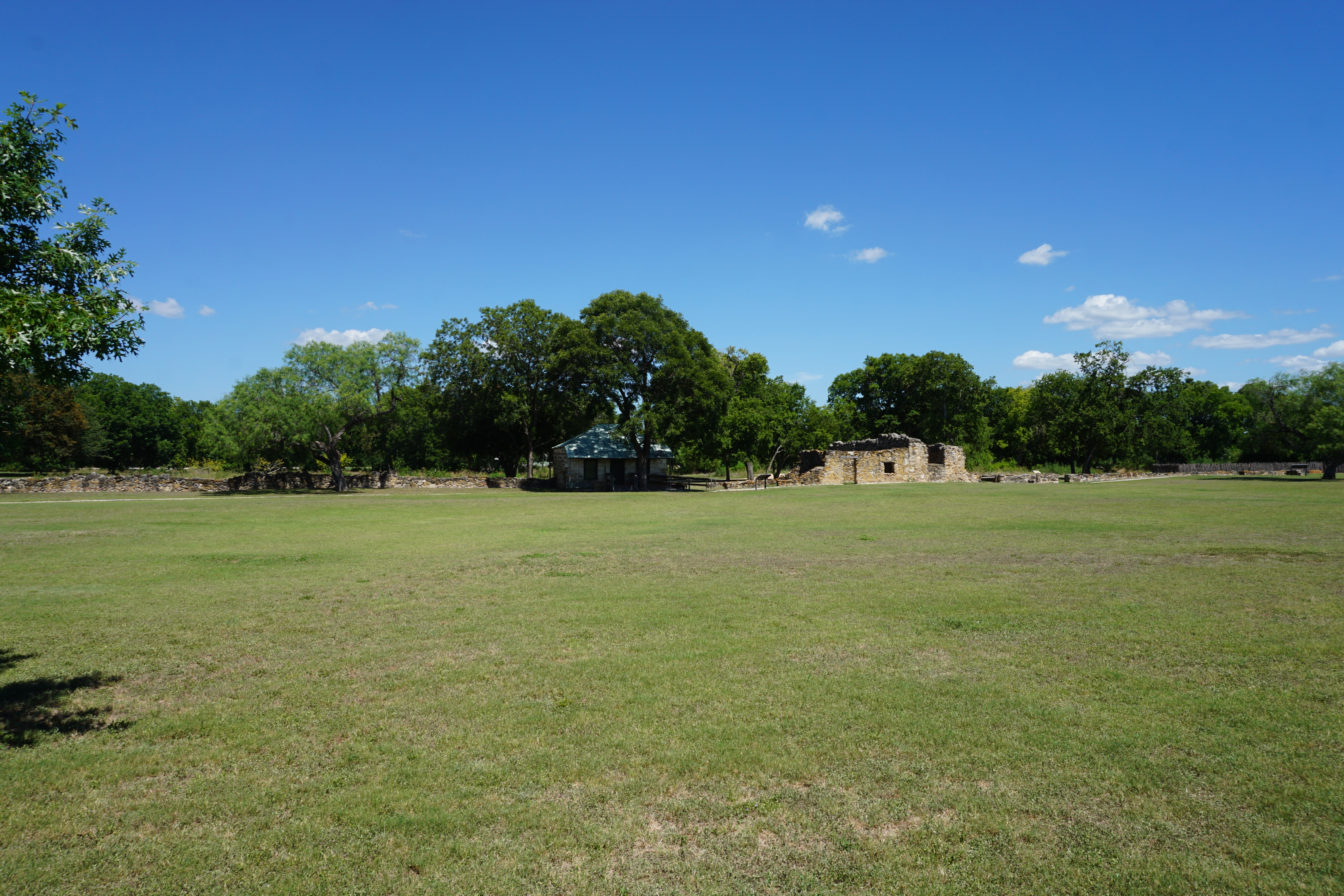
Vista de los terrenos alrededor de la iglesia en 2017.
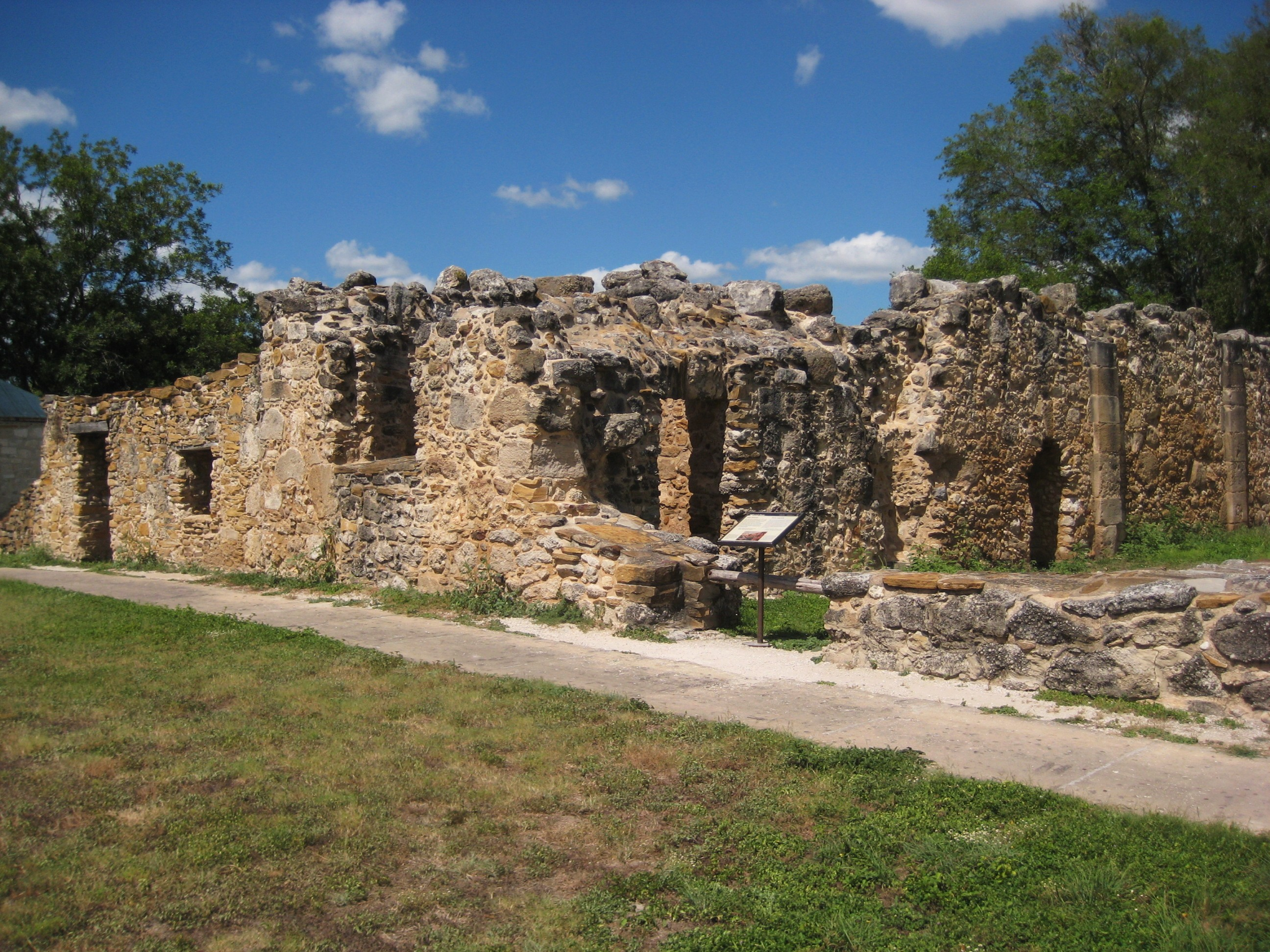
Tierra Sagrada "Tierra Sagrada" en el sitio de una iglesia inacabada de 1780, donde fueron enterrados los indígenas que construyeron la misión.
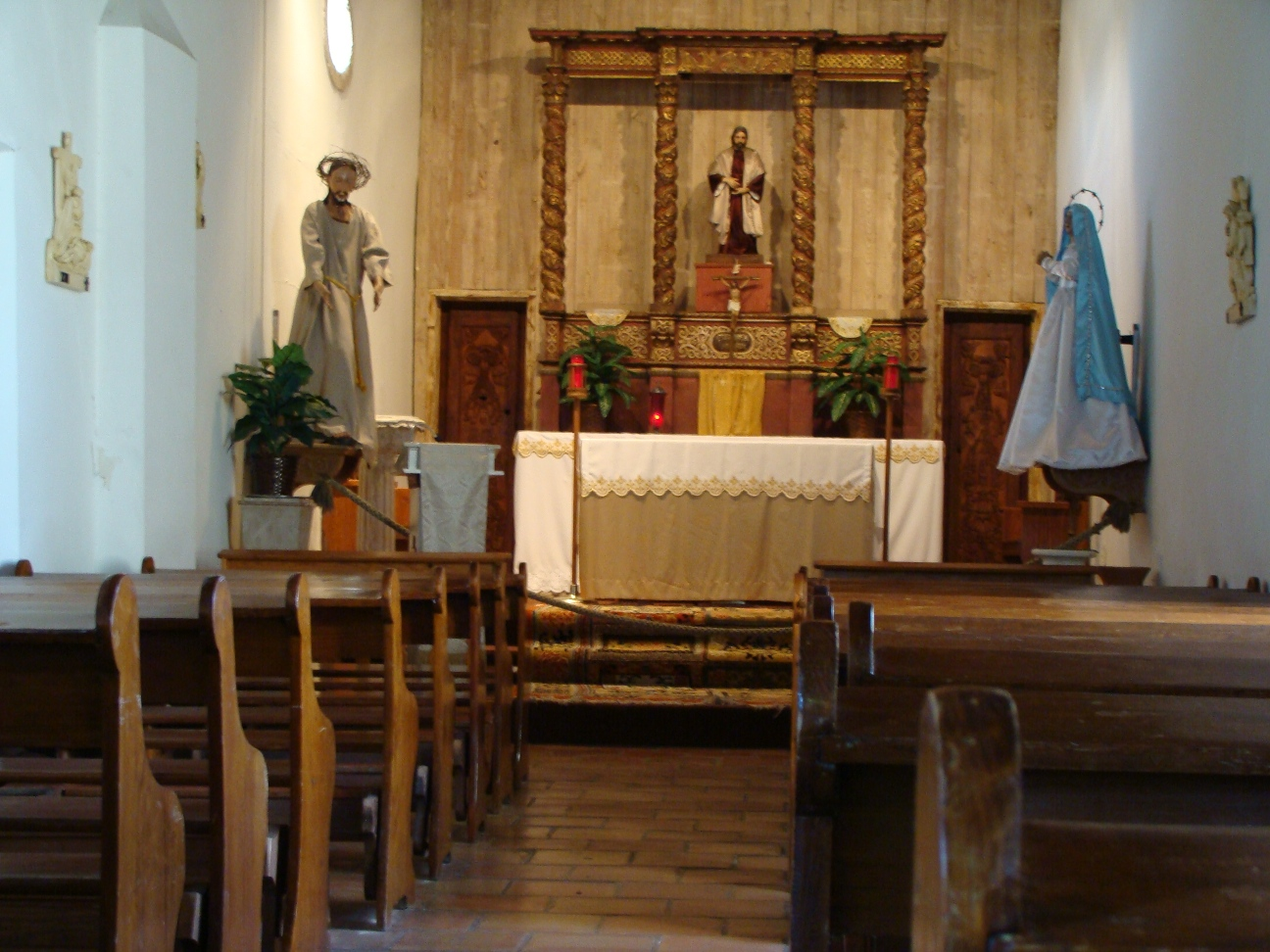
Interior de la iglesia antes de las renovaciones de 2012.
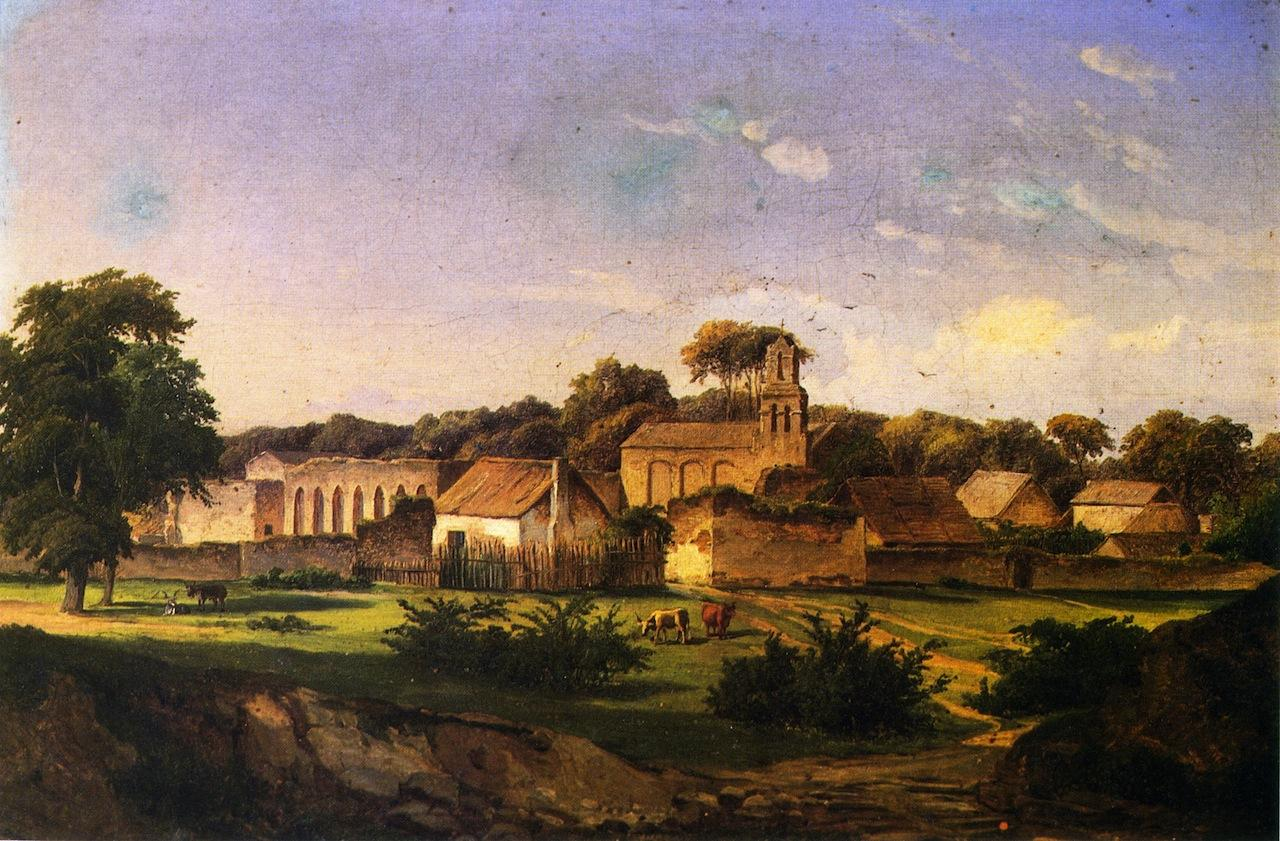
Misión San Juan de Capistrano porHermann Lungkwitz